# 沖縄県道42号線
沖縄県道42号線（おきなわけんどう42ごうせん）は沖縄県那覇市泉崎と久茂地とを結ぶ一般県道。沿道に沖縄県庁があるから、「県庁前通り」の愛称が付けられている。

## 概要

### 区間
- 起点：那覇市泉崎（沖縄県道221号那覇内環状線・沖縄県道222号真地泉崎線）
- 終点：那覇市久茂地（国道58号・那覇市道松山通り）
- 総延長：698 m
- 実延長：679 m

### 通過自治体
- 那覇市

### 交差する道路
- 沖縄県道221号那覇内環状線（ハーバービュー通り（那覇高校方面）、起点）
- 沖縄県道222号真地泉崎線（ハーバービュー通り（那覇高校方面は県道221号と重複）、起点）
- 沖縄県道39号線（那覇市久茂地パレット久茂地前（県庁前）交差点、安里方面は国際通り）
- 国道58号（終点）
- 松山通り（那覇市道、終点）

### 交差する鉄道
- 沖縄都市モノレール（ゆいレール）
  - 県庁前駅（那覇市久茂地）

### 道路愛称
- 県庁前通り（起点 - 県庁前交差点）
- 御成橋通り（県庁前交差点 - 終点）

### 主要施設
- 沖縄県庁舎（那覇市泉崎）
  - 沖縄県警察本部
- パレットくもじ（那覇市久茂地）
  - リウボウ（デパート）
  - ゆうちょ銀行那覇支店（美栄橋郵便局と併設）
- 沖縄銀行本店（同）
- みずほ銀行那覇支店（沖縄県唯一の都市銀行）
- 沖縄タイムス（同、2002年（平成14年）に那覇新都心のおもろまちへ移転したが、2012年（平成24年）に現在地に再移転）

以前あった施設
- 琉球政府政府庁舎（旧沖縄県庁舎、1986年（昭和61年）に取り壊し、1990年（平成2年）に同地に現在の県庁舎が完成）
  - 立法院棟（旧沖縄県議会棟、1992年（平成4年）に現県議会棟が完成した後も数年間は保存問題でそのままだったが、その後取り壊した。現在の県議会棟はパレット久茂地向かいの県道39号沿いにある）
- 那覇警察署（1988年（昭和63年）に国道330号与儀十字路に移転）
- 琉球銀行本店（2020年に建て替えのため国道58号旭橋に仮移転）

## 路線バス
開南または壺川を経由する市内線が全線に亘って通っているほか、牧志経由の市内線と那覇バスターミナル発着の市外線のうち久茂地経由のある路線が御成橋通りのみを通っている。

当県道には県庁前、パレットくもじ前（久茂地交差点方面のみ）、沖銀本店前（県庁前交差点方面のみ）、琉銀本店前（同）の4ヶ所のバス停がある（ただしパレットくもじ前と沖銀本店前は互いに向かい合ってるため実質3ヶ所）。

日曜日午後（12:00 - 18:00）の国際通りのトランジットモール実施時には国際通り経由の路線は一部を除き通行できないため、ルートが変更される。路線によってはその時間帯のみ当県道の一部区間を通る場合もある。
なお、東京バス（ハーレーエクスプレス、ウミカジライナーいずれも）はバス停名を「国際通り入口」と呼称するが、降車が沖銀本店前、乗車がパレットくもじ前とほぼ同位置となる。

### 全区間通る路線
いずれも那覇バス
- 2番・識名開南線（市内線）　県庁前、パレットくもじ前、琉銀本店前のみ停車
- 11番・安岡宇栄原線（市内線）　県庁前、パレットくもじ前のみ停車
- 14番・牧志開南循環線（市内線）　県庁前通り - 県庁前交差点 - （那覇バスターミナル前・旭橋交差点・国道58号） - 久茂地交差点 - 御成橋通りの順（日曜日午後のみ御成橋から美栄橋方面へ）
- 45番・与根線　県庁前、パレットくもじ前、琉銀本店前のみ停車

### 県庁前通りのみを通る路線
いずれも那覇バス。県庁前バス停のみ停車
- 6番・那覇おもろまち線（市内線）
- 12番・国場線（市内線）
- 101番・平和台安謝線　県庁南口経由のみ（県庁前交差点方面のみ）

日曜日午後のみ通る路線
いずれも県庁前バス停のみ停車
- 25番・那覇普天間線（那覇バス）
- 56番・浦添線（琉球バス交通）
- 90番・知花（バイパス）線（琉球バス交通）
- 97番・琉大（首里）線（那覇バス）
- 98番・琉大（バイパス）線（琉球バス交通）
- 125番・普天間空港線（那覇バス）
- 256番・浦添てだこ線（琉球バス交通）

### 御成橋通りのみを通る路線
那覇バス市内線と一部の市外線、東京バス（前述）を除き、当県道内は通過のみ。

（★印は久茂地経由のみ通る路線、☆は久茂地経由のみ全区間でそれ以外は御成橋から美栄橋方面に向かう路線、▼は日曜日午後のみ県庁前通りも通る路線、▲は日曜日の午後のみ御成橋から美栄橋方面に向かう路線）
- 1番・首里牧志線（那覇バス市内線）　パレットくもじ前、沖銀本店前、琉銀本店前のみ停車
- 5番・識名牧志線（那覇バス市内線）▼　パレットくもじ前、沖銀本店前、琉銀本店前のみ停車
- 7番・首里城下町（久茂地）線（沖縄バス）
- 9番・小禄石嶺線（那覇バス市内線）▼　パレットくもじ前、沖銀本店前、琉銀本店前のみ停車
- 15番・寒川線（那覇バス市内線）▼　パレットくもじ前、沖銀本店前、琉銀本店前のみ停車
- 20番・名護西線（琉球バス交通・沖縄バス共同運行）★
- 21番・新都心具志川線（琉球バス交通）
- 23番・具志川線（琉球バス交通）★
- 24番・那覇大謝名線（琉球バス交通）★
- 26番・宜野湾空港線（琉球バス交通）
- 27番・屋慶名（大謝名）線（沖縄バス）☆
- 28番・読谷（楚辺）線（琉球バス交通・沖縄バス共同運行）★
- 29番・読谷（喜名）線（琉球バス交通・沖縄バス共同運行）★
- 30番・泡瀬東線（東陽バス）　県庁前交差点 - 御成橋のみ
- 32番・コンベンションセンター線（沖縄バス）
- 43番・北谷線（沖縄バス）
- 47番・てだこ線（沖縄バス）
- 50番・百名（東風平）線（琉球バス交通）　県庁前交差点→琉銀本店前バス停（平日朝1便のみ）
- 52番・与勝線（沖縄バス）☆
- 63番・謝苅線（琉球バス交通）★
- 77番・名護東（辺野古）線（沖縄バス）☆
- 80番・与那城線（沖縄バス）
- 87番・赤嶺てだこ線（沖縄バス）
- 92番・那覇～イオンモール線（沖縄バス）
- 99番・天久新都心線（琉球バス交通）
- 110番・長田具志川線（琉球バス交通）★
- 120番・名護西空港線（琉球バス交通・沖縄バス共同運行）★
- 200番・糸満おもろまち線（沖縄バス）
- 235番・志多伯おもろまち線（沖縄バス）
- 309番・大里結の街線（沖縄バス）
- 331番・急行バス（久茂地経由）（東陽バス）
- 334番・国立劇場おきなわ線（沖縄バス）
- 339番・南城結の街線（沖縄バス）
- 385番・サンエーパルコシティー線（沖縄バス）☆
- 777番・急行バス（屋慶名）線（沖縄バス）
- 888番・やんばる急行バス 空港線
- TK01・ハーレーエクスプレス（東京バス）　国際通り入口（県庁前交差点手前） - 久茂地交差点
- TK02・ウミカジライナー（東京バス）　国際通り入口（県庁前交差点手前） - 久茂地交差点

日曜日の午後のみ県庁前交差点 - 御成橋間を通る路線
- 4番・新川おもろまち線（那覇バス市内線）
- 333番・那覇西原（儀保経由）線（那覇バス）
- 346番・那覇西原（鳥堀経由）線（那覇バス）

## 歴史
- 1953年 琉球政庁 - 那覇港間を琉球政府道政庁那覇港線として指定（久茂地 - 東町は軍道1号線と重複）。ちょうどその頃琉球政府庁舎（旧沖縄県庁舎）が完成（アメリカ施政権下の琉球政府では議会は立法院、警察は琉球警察と言っていたが、当時から建物は今の県庁舎一帯にあり、さらに那覇警察署もあった）。
- 1965年 琉球政府道政庁那覇港線が42号線となる。
- 1972年 本土復帰と同時に琉球政府道42号線は県庁前 - 久茂地交差点が県道42号線、旭橋交差点 - 那覇港までは主要地方道那覇港線（県道42号）となる（後者の区間は1975年に国道390号となった）。
- 1986年 復帰前は琉球政府庁舎だった旧沖縄県庁舎が取り壊される。
- 1988年 那覇警察署が与儀に移転（「那覇署前交差点」という名称は移転後もしばらく使われていたが、その後パレット久茂地前又は県庁前交差点と名称が変わる）。
- 1990年 現在の沖縄県庁舎（行政棟）が完成（その後1992年には議会棟、翌93年には県警本部がそれぞれ完成）。
- 1991年 パレット久茂地が完成、以後この地域の大きなシンボルとなる。またパレット久茂地前（県庁前）交差点はスクランブル交差点となった。
- 2003年 沖縄都市モノレール開業。
- 2021年 県道222号が真地久茂地線から真地泉崎線への路線名と経路変更および同県道に重複する県道221号那覇内環状線の経路変更に伴い、当県道が全線県道221号と重複区間となる（県道221号の終点は那覇市久茂地のままだが、松山交差点から久茂地交差点に変更された）[1]。